# جورجه کنستانتین
جورجه کُنستانتین (رومانیایی: George Constantin؛ ‏ تلفظ رومانیایی: [ˈd͡ʒe̯ord͡ʒe konstanˈtin]؛ ‏ ۳ مهٔ ۱۹۳۳ – ۳۰ آوریل ۱۹۹۴) بازیگر اهل رومانی بود.
از فیلم‌هایی که وی در آنها نقش داشته‌است، می‌توان به دوئل، آینه، آخرین فشنگ، ولاد تسپش، بازسازی و با دست‌های پاک اشاره کرد.